# Egidius Klusen
Egidius Klusen ist eine Ortslage im Wohnquartier Höhe im Wuppertaler Stadtbezirk Vohwinkel.

## Lage und Beschreibung
Egidius Klusen liegt nordwestlich von Grünewald unmittelbar an der Stadtgrenze zu Solingen-Gräfrath in einer Höhe von 270 m ü. NHN.
Benachbarte Ortslagen sind Bracken, Bies, Dasnöckel, Engelshöhe, Freudenberg, Halbenberg, Görtscheid, Kirschsiepen, Kluse, Roßkamp, Schlüssel sowie Grünewald und Piepersberg, die beide zu Solingen gehören.

## Geschichte
Der Wohnplatz Egidius Klusen gehörte ursprünglich zur Honschaft Gräfrath in der Bürgermeisterei Gräfrath.
Auf der Topographischen Aufnahme der Rheinlande von 1824 ist der Ort bereits unbeschriftet verzeichnet, auf der Preußischen Uraufnahme von 1843 ist der Ort zwischen Kluse und Grünewald als Egid. Kluse verzeichnet.
1815/16 lebten 23 Einwohner im Ort. 1832 war Egidius Klusen weiterhin Teil der Honschaft Gräfrath innerhalb der Bürgermeisterei Gräfrath.  Der nach der Statistik und Topographie des Regierungsbezirks Düsseldorf als Wirthshäuser kategorisierte Ort besaß zu dieser Zeit zwei Wohnhäuser und ein landwirtschaftliches Gebäude. Zu dieser Zeit lebten 28 Einwohner im Ort, davon 20 katholischen und acht evangelischen Bekenntnisses.
Die ursprünglich zu dem Ort gehörenden Gebäude wurden wahrscheinlich zwischen 1974 und 1984 abgerissen. An ihrer Stelle sowie im weiteren Verlauf der Roßkamper Straße in Richtung Freudenberg entstanden einige Reihenhäuser. Die Ortsbezeichnung Egidius Klusen ist seit dem ausgehenden 19. Jahrhundert in Kartenwerken nicht mehr verzeichnet.
Mit dem Gesetz über die kommunale Neugliederung des rheinisch-westfälischen Industriegebiets wurden zum 1. August 1929 die Städte Wuppertal und (Groß-)Solingen gegründet. Dabei wurde im Bereich von Egidius Klusen ein kleiner Streifen aus der dabei in Solingen eingemeindeten, ehemaligen Stadt Gräfrath herausgelöst und der neuen Stadt Wuppertal zugewiesen.